# Коффі Коджія
Бонавентура Коффі Коджія (фр. Bonaventura Coffi Codjia; нар. 9 грудня 1967) — колишній бенінський футбольний арбітр. Арбітр ФІФА з 1999 року.

## Кар'єра
Коффі Коджія починав свою кар'єру як футболіст, однак, у віці 19 років отримав травму і перекваліфікувався на футбольні арбітри. Не без допомоги свого батька, у минулому арбітра міжнародної категорії, Коджія швидко перетворився на провідного рефері не тільки країни, але і всього континенту, ставши наймолодшим африканським арбітром з міжнародною ліцензією. По своїй професії бенінець — морський інспектор. Володіє англійською, французькою та фон мовами. Основні захоплення — читання і велоспорт.
Судив наступні матчі:
- Фінал Кубка КАФ 1999 року
- Фінал Ліги чемпіонів КАФ 2001 року (перший матч)
- Фінал Кубка африканських наційи 2008 року

Коджия став арбітром міжнародної категорії в 1994 році і суддею ФІФА у 1999 році Брав участь у наступних турнірах:
- Чемпіонатах світу 2002 і 2006 років
- Клубний чемпіонат світу з футболу 2007 та 2009 років
- Кубок африканських націй — 2000, 2002, 2004, 2006, 2008, 2010,
- Кубок Азії 2004 року
- Кубок конфедерацій 1999, 2003 та 2009 років
- Юнацький чемпіонат світу 2001 і 2005 року
- Молодіжний чемпіонат світу 2009 року
- кваліфікаційні турніри до ЧС-2006 і ЧС-2010 в зоні КАФ.

ФІФА включила Коффі Коджія в попередній список суддів — кандидатів для участі на чемпіонаті світу 2010, втім у остаточну заявку він не потрапив .